# Колтукова, Ольга Викторовна
О́льга Ви́кторовна Колтуко́ва (абх. Ольга Виктор-иҧҳа Колтукова; род. 15 октября 1958, Караганда) — министр труда и социального развития Абхазии (2005—2014), член Правительства Республики Абхазия.

## Биография
Родилась 15 октября 1958 года в г. Караганде, в Казахской ССР.
В 1981 году окончила Карагандинский государственный медицинский институт, в 1982 — интернатуру в Центральной городской больнице в г. Рудный в Кустанайской области.
С 1982 по 1985 годы работала главным врачом Владимирской участковой больницы в Кустанайской области.
С 1985 по 1989 годы заведовала инфекционным отделением Центральной городской больницы г. Ткуарчала, с 1989 по 10 января 1993 года — врач-анестезиолог в той же больнице.
С января 1993 по июнь 1994 года — врач приемного отделения Центральной городской больницы г. Геленджик.
С июня 1994 по сентябрь 1995 года — врач анестезиолог-реаниматолог Республиканской больницы в г. Сухум.
С сентября 1994 по август 1998 года — и. о. заместителя главного врача Сухумской городской клинической больницы.
С августа 1998 по февраль 2003 года — заведующая отделом здравоохранения Администрации г. Сухум.
С февраля по май 2003 года в должности заместителя министра здравоохранения и социальной защиты Республики Абхазия, а с мая 2003 по март 2005 года — первый заместитель министра здравоохранения и социальной защиты Республики Абхазия.
2 марта 2005 года указом президента Абхазии назначена Министром труда и социального обеспечения Республики Абхазия. При формировании нового кабинета министров, 26 февраля 2010 года назначена Министром труда и социального развития Республики Абхазия.
20 октября 2011 года при формировании нового Кабинета министров указом президента вновь утверждена в своей должности.